# Wolfhard Pencz
Wolfhard Pencz (* 12. April 1957 in Rodewisch im Vogtland) ist ein deutscher Klarinettist und Hochschullehrer.

## Leben
Wolfhard Pencz wurde als Sohn eines Bergmanns im Vogtland geboren. Ersten Klarinettenunterricht erhielt er am Robert-Schumann-Konservatorium in Zwickau. Nach dem Abitur studierte er 1975–80 bei Ewald Koch an der Hochschule für Musik „Hanns Eisler“ Berlin. 1980–84 war er Soloklarinettist der Staatskapelle Berlin und konzertierte als Solist u. a. mit dem Gewandhausorchester Leipzig unter Kurt Masur. Im September 1984 wechselte er als Soloklarinettist zum Orchester der Deutschen Oper Berlin, 1986 in gleicher Position zum SWF-Sinfonieorchester (heute SWR Sinfonieorchester Baden-Baden und Freiburg). Seit 1989 wirkt er im Orchester der Bayreuther Festspiele mit.
Neben Solokonzerten von Wolfgang Amadeus Mozart, Johann Simon Mayr, Louis Spohr und Luciano Berio hat er mit dem Bläserquintett des SWF, der Kammerharmonie der Sächsischen Staatskapelle Dresden, dem Charis-Ensemble, dem Amati Quartett Zürich und der Deutschen Kammerakademie Neuss zahlreiche Kammermusikwerke auf Schallplatte und CD eingespielt.
Seit 1999 unterrichtet Wolfhard Pencz an der Hochschule für Musik und Darstellende Kunst Mannheim. 2006 erfolgte seine Ernennung zum Honorarprofessor, 2008 seine Berufung zum Professor für Klarinette und Klarinetten-Methodik.

## Auszeichnungen
- 1990 Preis der deutschen Schallplattenkritik für die Einspielung des Klarinettenkonzerts von Mozart mit dem SWF-Sinfonieorchester unter Michael Gielen

## Schüler
- Luise Kalscheuer (* 1976)
- Melanie Huber
- Evgeni Orkin (* 1977)
- Christopher Corbett (* 1979)
- Stephan Kronthaler (ehem. Oberle) (* 1979)
- Sebastian Lastein (* 1984)